# Thạnh Trị, Kiến Tường
Thạnh Trị là một xã thuộc thị xã Kiến Tường, tỉnh Long An, Việt Nam.

## Địa lý
Thạnh Trị là một xã biên giới nằm ở phía bắc thị xã Kiến Tường, có vị trí địa lý:
- Phía đông giáp huyện Mộc Hóa và Campuchia
- Phía tây giáp xã Bình Hiệp và Campuchia
- Phía nam giáp huyện Mộc Hóa và xã Bình Hiệp
- Phía bắc giáp Campuchia.

Xã Thạnh Trị có diện tích 32,45 km², dân số năm 1999 là 2.185 người, mật độ dân số đạt 67 người/km².

## Lịch sử
Trước đây, xã Thạnh Trị thuộc huyện Mộc Hóa.
Từ ngày 18 tháng 3 năm 2013, xã thuộc thị xã Kiến Tường như hiện nay.